# O Primeiro Grito
O Primeiro Grito é um filme curta-metragem de 2004 escrito e dirigido por João Cândido Zacharias, conhecido por marcar a estreia do ator Mateus Solano.
O filme, produzido pela Universidade Federal Fluminense (UFF), concorreu ao Festival Internacional de Curta-Metragens do Rio de Janeiro, ao Festival Brasileiro de Cinema Universitário e Festival do Filme Livre no ano de 2006.

## Sinopse
A trama registra um momento de fuga do personagem pelas ruas da cidade, enquanto é procurado pela namorada.

## Elenco
- Mateus Solano
- Francine Jallageas
- Aleph Del Moral
- Marco Dutra
- Gustavo Scofano
- Anna Cecília Schurig

## Premiações e indicações
Festival Internacional de Curta-Metragens do Rio de Janeiro 2005
- Melhor Interpretação Masculina (Mateus Solano) (indicado)
- Melhor Filme (indicado)

Festival Brasileiro de Cinema Universitário 2005
- Melhor Filme (indicado)

Festival do Filme Livre 2006
- Melhor Filme (indicado)